# 北島謙次郎

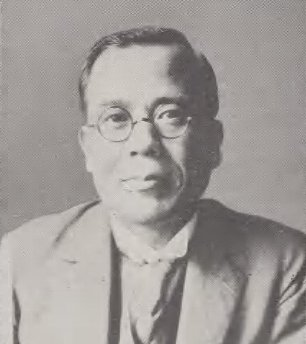
北島謙次郎

北島 謙次郎（きたじま けんじろう、1893年（明治26年）10月5日 – 1957年（昭和32年）11月24日）は、南洋庁長官、拓務次官。

## 経歴
佐賀県出身。佐賀県立佐賀中学校、第五高等学校を経て、1917年（大正6年）に東京帝国大学法科大学政治学科を卒業。高等文官試験に合格して、大蔵省銀行局に勤務し、のち福島税務署長に就任した。1919年（大正8年）、拓殖局書記官に任ぜられ、拓務省が設置されると拓殖省書記官に任ぜられた。文書課長、管理局第一課長などを経て、1932年（昭和7年）より殖産局長を務めた。
1936年（昭和11年）に南洋庁長官に任ぜられ、1940年（昭和15年）4月までその職にあった。同年10月に拓務次官に就任し、退官後は陸軍軍政顧問を務めた。